# Pteroptyx flagrans
Pteroptyx flagrans là một loài bọ cánh cứng trong họ Đom đóm (Lampyridae). Loài này được Ballantyne miêu tả khoa học năm 1987.